# Konfiguracionismus
Konfiguracionismus je kulturně antropologický směr, který vznikal a rozvíjel se převážně v 20. a 30. letech 20. století v USA. Se založením a rozvíjením tohoto směru jsou neodmyslitelně spojeni žáci významného amerického antropologa Franze Boase, který kladl velký důraz na terréní empirický výzkum a spolupráci různých vědeckých disciplín (např. archeologie, etnografie, jazykověda atd.) v antropologickém a sociologickém zkoumání kultur. Konfiguracionismus se zabývá analýzou kultury jako celku a jejím fungováním. Významným termínem a předmětem zkoumání pro konfiguracionismus se stal tzv. kulturní vzor, ucelený systém společenských institucí, hodnot a pravidel chování typických pro danou kulturu, který je obecně přijímán. Právě kulturní vzor ovlivňuje proces socializace jedince a odráží se například ve zvycích, tradicích a umění. Studium a výklad kulturních vzorů podle konfiguracionistické teorie umožňuje lépe a podrobněji poznat zvláštnosti a specifika dané kultury a tím i kulturu jako celek. Stejně jako u Boase, je zde kladen velký důraz na empirický výzkum. Konfiguracionisté se především věnovali výzkumu kultur přírodních národů a domorodých obyvatel Ameriky.

## Představitelé

### E. Sapir
Edward Sapir (1884–1939) byl americký antropolog a lingvista původem z německého Pomořanska. S rodiči imigroval do USA v pěti letech, vystudoval lingvistiku germánských jazyků na Columbijské univerzitě, kde se seznámil s dílem F. Boase, kterým se nechal inspirovat ke studiu domorodých jazyků. Vzhledem ke svému vzdělání se ve svém díle se věnoval spolupráci a propojení antropologie a lingvistiky, studoval, jak se jazyk a kultura mohou vzájemně ovlivňovat a jak ovlivňují jedincův pohled na svět a jeho hodnotový žebříček. Podle Sapira se jazyk, kterým mluvíme, významně podílí na utváření našich představ o světě. Dále se zasazoval o využívání psychologie v antropologickém výzkumu a zastával názor, že studium vztahů mezi jednotlivci je klíčové k poznávání kultur.

### R. F. Benedictová
R. F. Benedictová (1907–1996) je považována za zakladatelku konfiguracionismu, přestože její předchůdci již dříve rozpracovali některé dílčí myšlenky. Doktorské studium absolvovala na Columbijské univerzitě, jejím učitelem a mentorem byl přímo F. Boas. Ve své nejznámější knize Patterns of Culture (Kulturní vzorce) přinesla v té době zcela novou myšlenku, že aby bylo možné kulturu poznat a pochopit, je nutné ji vnímat jako celek, jednotlivé prvky nelze pochopit odděleně. Rozvedla a definovala již dříve Boasem vymezený termín „kulturní vzor“. Ten považovala za základní stavební jednotku každé kultury. Každá kultura obsahuje více takových vzorů, které spolu vytváří tzv. kulturní konfigurace. V každé kultuře je podle Benedictové jeden dominantní vzor, který je v podstatě základním organizačním principem a je tím prvkem, který dělá kulturu specifickou. Dále poukázala na fakt, že kultura, ve která žije, má zásadní vliv na socializaci jedince. Hodnoty jsou vytvářeny kulturou, nikoliv lidskou přirozeností. Vyjádřila tak svoji opozici k teoriím biologického a rasového determinismu, které se v té době ve společnosti objevovaly. V knize Kulturní vzorce jako příklad porovnává tři domorodé kultury, Pueblos z Nového Mexika, oceánský kmen Kwaikiutl a domorodé obyvatele Velkých plání. Shledala, že v každé kultuře, je několik převládajících povahových rysů. Každá kultura má takové povahové rysy různé, proto jsou i kultury jako takové podle Benedictové různé, osobité. Tyto typické vlastnosti se pak projevují u každého konkrétního jednice trochu jinak.

### M. E. Opler
Morris Edward Opler (1907–1996), americký antropolog a bojovník za práva v USA žijících Japonců, měl na teorii Ruth Benedictové o dominantním vzoru trochu jiný pohled. Podle Oplera neexistuje pouze jediný dominantní kulturní vzor a organizační princip, nýbrž celá řada různých principů, které jsou vzájemně provázány. Nazval je „kulturní témata“. Tato témata jsou dle Oplera základní hodnoty, normy, obecně přijímány a uznávány, které v podstatě regulují fungování společnosti. Takovýchto témat je zpravidla více, počet je ovšem podle Oplera omezený. Kultury je podle Oplera nutné zkoumat jako celek, jako systém provázaných kulturních témat.

### Použitá literatura
- E.F.K. Koerner, Edward Sapir, Appraisals of his life and work, John Benjamin Publishing, 1984
- Jerry D. Moore, Visions of Culture: An Introduction to Anthropological Theories and Theorists, AltaMira Press, 2004
- K.N. Nash, Invitation to Social and Cultural Anthropology, Atlantic Publishers and Distributors, 2004
- Ram Nath Sharma, Rajendra K. Sharma, Anthropology, Atlantic Publishers and Distributors, 1997